# Erich Arndt (Pfarrer)
Erich Arndt (* 11. Oktober 1912 in Parchim; † 11. Mai 2012 in Rostock) war ein deutscher evangelisch-lutherischer Pfarrer, ehemaliger Wehrmachtsdivisionspfarrer, Mitbegründer des Nationalkomitees Freies Deutschland (NKFD) und des Bundes Deutscher Offiziere.

## Leben
Arndt wuchs in der Familie eines Angestellten auf. Sein Vater war Zugführer bei der Deutschen Reichsbahn. Nach dem Besuch der Volksschule und der Erlangung seiner Hochschulreife 1932 in Parchim studierte er Evangelische Theologie an der Universität Tübingen sowie ab Herbst 1932 an der Universität Rostock. Mit seiner Ordination zum Pastor der Evangelisch-Lutherischen Landeskirche Mecklenburgs wurde er Hilfsprediger in Spornitz.
Zum 1. April 1933 trat er der NSDAP bei (Mitgliedsnummer 1.652.034), von der er sich eine Verbesserung der sozialen Lage im Reich erhoffte. Ein im Januar 1936 eingeleitetes Parteiverfahren gegen Arndt wegen dessen seit 1935 bestehender Mitgliedschaft in der Bekennenden Kirche vor dem Kreisgericht der NSDAP in Parchim wurde am 13. Juni 1936 eingestellt. 1939 bewarb sich Arndt um eine Ausbildung zum Militärpfarrer, weil er in der von den Deutschen Christen beherrschten mecklenburgischen Landeskirche keine Chance auf eine feste Pfarrstelle sah.
Mit dem Beginn des Zweiten Weltkrieges 1939 wurde er als Reserveoffiziersanwärter zu einer „Übung“ eingezogen, rückte dann aber im Kriegsverlauf mit seiner Truppe bis in die Nähe von Warschau vor. Von hier aus wurde er seinem Antrag gemäß abkommandiert zur Ausbildung als Wehrmachtsgeistlicher. Im Jahre 1942 wurde er Militärpfarrer im Range eines Majors. Bei einem Angriff auf Stalingrad am 1. August 1942 wurde Erich Arndt verwundet und kam in ein Lazarett nach Parchim. Kurz bevor sich die Einkesselung der Paulus-Armee vollzog, kehrte Arndt an die Front zurück. Hier wurde er der 24. Panzer-Division unter Generalleutnant Arno von Lenski zugeteilt. Zusammen mit ihm geriet er in sowjetische Kriegsgefangenschaft. Dort baute ein Kreis emigrierter deutscher Kommunisten um Walter Ulbricht und Erich Weinert das „Nationalkomitee Freies Deutschland“ auf. Als daher im Lager das sogenannte „Antifa-Lager-Aktiv“ gegründet wurde, arbeitete er dort mit. Mit der Gründung des NKFD wurde er als Lagergeistlicher tätig. Im Juni 1944 gehörte er zu den Mitgründern des »Arbeitskreises für kirchliche Fragen« beim Nationalkomitee. Außerdem war er Unterzeichner des Aufrufes der Geistlichen in der Bewegung Freies Deutschland: »An die Christen an der Front und in der Heimat«. Arndt gehörte auch zu den Gründungsmitgliedern des Bundes deutscher Offiziere (BDO). Über den Tag der Befreiung, den 8. Mai 1945 – immer noch Gefangener im Kriegsgefangenenlager Nr. 27/1 in Krasnogorsk – schrieb er in einem Rückblick auf sein Leben:

„Die lange erwartete und erhoffte Nachricht von der bedingungslosen Kapitulation der deutschen Wehrmacht erfüllte mich und wohl auch die Mehrheit der andren Lagerinsassen mit Trauer, Freude und Hoffnung: Trauer wegen vieler Verluste an Menschenleben und Sachwerten an den Fronten und in der Heimat; Freude darüber, dass endlich die faschistische Gewaltherrschaft in Deutschland und weiten Teilen Europas ihr Ende gefunden hatte; Hoffnung darauf, dass die Völker der Welt und ihre Regierungen aufkommende Probleme nicht mehr mit Kriegen lösen würden und nicht zuletzt die Hoffnung, dass ein friedliebendes demokratisches und antifaschistisches Deutschland dabei eine ihm zukommende Bedeutung haben könnte und natürlich auch die Hoffnung auf baldige Heimkehr.
In einem ökumenischen Gottesdienst habe ich in diesem Sinne zu den zahlreich anwesenden Kameraden in der Predigt gesprochen.“

Im September 1948 kehrte er aus der Gefangenschaft nach Deutschland zurück. Zunächst wurde er wieder Pastor in Parchim. Von 1975 bis 1990 war er Landeskirchlicher Beauftragter für Gefängnisseelsorge in den Strafanstalten Bützow, Neustrelitz und Warnemünde.
Arndt arbeitete im Deutschen Friedensrat und in der Nationalen Front mit. Bei einer Wahl zur Volkskammer und zu den Bezirkstagen wurde er Mitglied des Bezirkstags Schwerin mit dem Mandat des Kulturbundes der DDR. Als Mitglied der Christlichen Friedenskonferenz nahm er an deren II. Allchristlichen Friedensversammlung in Prag 1964 teil.
Mit seiner nach Ansicht von Partei und Staat politisch-realistischen Haltung hatte Arndt eine Außenseiterrolle in der Mecklenburgischen Landeskirche, die von der SED im Rahmen der Differenzierungspolitik zur Polarisierung unter den Pastoren instrumentalisiert wurde. Bei kirchlichen Veranstaltungen war er bereit, im Auftrag staatlicher Stellen nötigenfalls progressiv aufzutreten, um Kritik zu unterbinden.
Während der Wende und friedlichen Revolution stimmten alle Parteien und Massenorganisationen im Bezirkstag – einschließlich der PDS – dem Antrag auf Selbstauflösung ihrer Gremien zu. Lediglich die Fraktion des Kulturbundes mit Pastor Arndt stimmte gegen die Übergabe der Verantwortung an einen Regierungsbeauftragten. Bei der ersten öffentlichen und vom Sender Schwerin übertragenen Bezirkstagssitzung sagte er:

„Ich liebe den Sozialismus, weil ich der Überzeugung bin, dass er von allen zur Zeit angebotenen Gesellschaftsordnungen diejenige ist, die meinem christlichen Glauben und der in ihm begründeten Ethik und Moral am nächsten kommt: der Nächstenliebe und dem Frieden!“

Über Jahre besuchte er die Veranstaltung des „Literarischen Frühlings“ im Haus Seeschlößchen von Boltenhagen.
Das Archiv der Mecklenburgischen Landeskirche in Schwerin verwahrt eine personengeschichtliche Sammlung von/über Erich Arndt.

## Veröffentlichungen
- Osterfahrung. Erinnerungen eines Mitarbeiters des „Arbeitskreises für kirchliche Fragen“ beim NKFD.
- Zum Thema Amtszuchtgesetz. In: Evangelisches Pfarrerblatt 1964, S. 36f.
- Tätigkeitsbericht: Strafgefangenenseelsorge. In: epd-Dokumentation 18/86
- Zwei Predigten von Pastor Erich Arndt, ehemaliger Divisionspfarrer der 6. Armee, während der Kriegsgefangenschaft. In: Jahrbuch für Mecklenburgische Kirchengeschichte. Mecklenburgia Sacra, hrsg. von Michael Bunners und Erhard Piersig, Bd. 1, Wismar: Redaria 1998, ISBN 3-933771-00-5
- Eine Osterpredigt von Pastor i. R. Erich Arndt, ehemaliger Divisionspfarrer der 6. Armee, während der Kriegsgefangenschaft (1948); dazu ein Dokument aus der Zeit der Bekennenden Kirche, das zu seiner Verhaftung in der Aula der Universität Rostock durch die Gestapo führte (1934). In: Jahrbuch für Mecklenburgische Kirchengeschichte. Mecklenburgia Sacra, hrsg. von Michael Bunners und Erhard Piersig, Bd. 6, Wismar: Redaria 2003, ISBN 3-933771-09-9